# Biển Đông Siberia

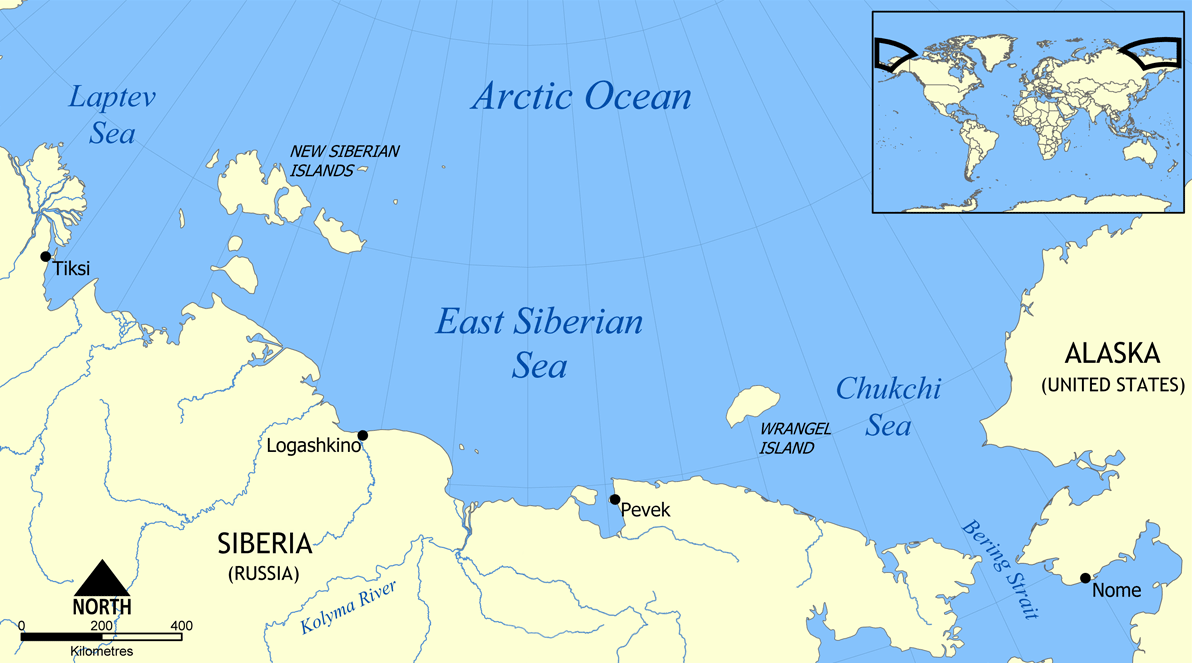
Bản đồ biển Đông Siberia.

Biển Đông Siberia là một vùng biển ở Bắc Băng Dương. Nó nằm giữa mũi Bắc Cực về phía bắc, eo biển Siberia về phía nam, quần đảo Tân Siberia về phía tây và mũi Billings về phía đông. Biển này giáp biển Laptev về phía tây và biển Chukotka về phía đông.
Vùng biển này là một trong những vùng biển ít được nghiên cứu nhất ở khu vực Bắc Cực
Thành phố và cảng lớn nhất là Pevek.